# Thea Musgrave
Thea Musgrave (ur. 27 maja 1928 w Barnton) – szkocka kompozytorka.

## Życiorys
W latach 1947–1950 studiowała na Uniwersytecie Edynburskim u Mary Grierson (analiza muzyczna) i Hansa Gála (kontrapunkt i kompozycja). Od 1950 do 1954 roku była uczennicą Nadii Boulanger w Paryżu. Uzupełniające studia odbyła w 1959 roku na letnim kursie u Aarona Coplanda w Berkshire Music Center w Tanglewood. Od 1955 roku działała w Londynie, gdzie prowadziła zespół Saltire Singers, w latach 1958–1965 wykładała na Uniwersytecie Londyńskim. W 1970 roku wyjechała do Stanów Zjednoczonych, gdzie prowadziła wykłady na Uniwersytecie Kalifornijskim w Santa Barbara. Od 1987 do 2002 roku była profesorem Queens College na City University of New York. 
Otrzymała nagrodę im. Siergieja Kusewickiego (1974). Dwukrotna laureatka stypendium Fundacji Pamięci Johna Simona Guggenheima (1974–1975 i 1982–1983). Jako dyrygentka prowadziła wykonania własnych utworów i oper. W 1971 roku poślubiła amerykańskiego altowiolistę Petera Marka.
Odznaczona Orderem Imperium Brytyjskiego w stopniu komandora (2002).

## Twórczość
Początkowo tworzyła w ramach systemu tonalnego, szybko jednak zaadaptowała technikę dodekafoniczną. W latach 60. XX wieku wprowadziła do swojej muzyki liczne nowoczesne środki, w tym m.in. aleatoryzm przejawiający się we wspólnym, niesynchronicznym wykonywaniu przez muzyków swoich partii. W muzyce instrumentalnej wprowadzała elementy dzieła scenicznego, w koncertach solowych i kameralnych Musgrave instrumentaliści wykonują jednocześnie rolę aktorów, zaś muzyka uzyskuje dramatyczny charakter poprzez włączenie elementów muzyki popularnej. Największy rozgłos przyniosła kompozytorce twórczość operowa.

## Wybrane kompozycje
(na podstawie materiałów źródłowych)

### Utwory orkiestrowe
- Divertimento na smyczki (1957)
- Obliques (1958)
- Scottish Dance Suite (1959)
- Perspectives (1961)
- Theme and Interludes (1962)
- Sinfonia (1963)
- Festival Overture (1965)
- Variations na orkiestrę dętą (1966)
- Nocturnes and Arias (1966)
- Concerto for Orchestra (1967)
- Koncert klarnetowy (1968)
- Night Music na orkiestrę kameralną (1968)
- Memento Vitae (Concerto in Homage to Beethoven) (1969–1970)
- Koncert na róg (1971)
- Koncert na altówkę (1973)
- Orfeo II na flet i smyczki (1975)
- From One to Another na altówkę i smyczki (1980)
- Peripeteia (1981)
- Moving Into Aquarius (1984)
- The Seasons (1988)
- Rainbow (1990)
- Song of the Enchanter (In Homage to Sibelius) (1990)
- koncert na klarnet basowy Autumn Sonata (1993)
- Journey Through a Japanese Landscape na marimbę i orkiestrę dętą (1993–1994)
- koncert obojowy Helios (1994)
- Phoenix Rising (1997)

### Utwory kameralne
- Kwartet smyczkowy (1958)
- Colloquy na skrzypce i fortepian (1960)
- Trio na flet, obój i fortepian (1960)
- Serenade na flet, klarnet, harfę, altówkę i wiolonczelę (1961)
- koncerty kameralne: I (1962), II „In Homage to Charles Ives” (1962), III (1966)
- Sonata for Three na flet, skrzypce i gitarę (1966)
- Impromptu: No. 1 na flet i obój (1967), No. 2 na flet, obój i klarnet (1970)
- Music na róg i fortepian (1967)
- Soliqoquy na gitarę i taśmę (1969)
- Elegy na altówkę i wiolonczelę (1970)
- From One to Another na altówkę i taśmę (1970)
- Space Play na 9 instrumentów (1974)
- Orfeo I na flet i taśmę (1975), przerobione jako Orfeo III w wersji na flet i 5 instrumentów (1993)
- Fanfare na kwintet dęty blaszany (1982)
- Pierrot na klarnet, skrzypce i fortepian (1985)
- The Golden Echo I na róg i taśmę (1986), przerobione jako The Golden Echo II w wersji na róg solo i 16 rogów (1986)
- Narcissus na flet z cyfrowym systemem opóźniającym (1987), także wersja na klarnet z cyfrowym systemem opóźniającym (1988)
- Niobe na obój i taśmę (1987)
- Piccolo Play: In Homage to Couperin na flet piccolo i fortepian (1989)
- Fanfare for a New Hall na 2 trąbki (1990)
- Kwintet dęty (1992)
- Postcards from Spain na gitarę (1995)
- From Spring to Spring na marimbę i dzwonki ad libitum (1996)
- Circe na 3 flety (1996)
- Threnody na klarnet i fortepian (1997)
- In the Still of the Night na altówkę (1997)
- Voices from the Ancient World na trio fletowe i perkusję (1998)

### Utwory fortepianowe
- Monologue (1960)
- Excursions na fortepian na 4 ręce (1965)

### Utwory wokalne i wokalno-instrumentalne
- 2 Songs na baryton i fortepian (1951)
- 4 Madrigals na chór (1953)
- A Suite o’Bairnsangs na głos i fortepian (1953)
- Cantata for a Summer’s Day na chór, recytatora i orkiestrę (1954)
- 5 Love Songs na sopran i gitarę (1955)
- 4 Portraits na baryton, klarnet i fortepian (1956)
- A Song for Christmas na głos wysoki i fortepian (1958)
- Triptych na tenora i orkiestrę (1959)
- Sir Patrick Spens na tenora i gitarę (1961)
- Make Ye Marry for Him That is Come na chór żeński i chór dziecięcy (1961)
- The Phoenix and the Turtle na mały chór i orkiestrę (1962)
- John Cook na chór (1963)
- The Five Ages of Man na chór i orkiestrę (1963–1964)
- Memento Creatoris na chór i organy ad libitum (1967)
- Primavera na sopran i flet (1971)
- Rorate Coeli na chór (1973)
- O Caro M’è Il Sonno na chór (1978)
- The Last Twilight na chór i instrumenty (1980)
- The Lord’s Prayer na chór i organy (1983)
- Black Tambourine na chór żeński (1985)
- For the Time Being: Advent na chór i recytatora (1986)
- Echoes Thorugh Time na chór żeński, chór mówiony, 3 tancerzy ad libitum i orkiestrę (1988)
- Midnight na chór (1992)
- Wild Winter na głosy i altówki (1993)
- On the Underground na chór: No. 1 „On gratitudem love and madness” (1994), No. 2 „The Strange and the Exotic” (1994), No. 3 „A Medieval Summer” (1995)
- Songs for a Winter’s Evening na sopran i orkiestrę (1995)

### Opery
- opera kameralna The Abbott of Drimock (1955, wyk. koncertowe 1958)
- The Decission (1964–1965, wyst. Londyn 1967)
- opera kameralna The Voice of Ariadne (1972–1973, wyst. Aldeburgh 1974)
- Mary, Queen of Scots (1975–1977, wyst. Edynburg 1977)
- A Christmas Carol (1978–1979, wyst. Norfolk 1979)
- opera radiowa An Occurence at Owl Creek Bridge (1981, wyk. radio BBC 1982)
- Harriet, The Woman Called Moses (1984, wyst. Norfolk 1985)
- Simón Bolívar (1989–1992, wyst. Norfolk 1995)
- The Story of Harriet Tubman (1990, wyst. Mobile 1993)

### Balety
- A Tale for Thieves (1953)
- Beauty and the Beast (1968–1969, wyst. Londyn 1969)
- Orfeo (1975, wyst. telewizja BBC 1977)

### Muzyka elektroniczna
- Time Rimembered (1979)